# Dmuchawka parowa
Dmuchawka parowa – element urządzenia ciągowego kotła parowego wspomagający ciąg kominowy przy niepracującym silniku i braku pary odlotowej.
Wykonana jest w postaci pierścienia z rury z niewielkimi dyszami na obwodzie. Zespół dysz umiejscowiony jest w dymnicy tuż poniżej komina i zasilany parą z kotła parowozu.
Wydostająca się przez dysze para świeża zasysa spaliny wytwarzając ciąg.
Zadaniem dmuchawki jest zapobieganie przedostawaniu się spalin z paleniska do kabiny drużyny parowozu, co grozi zatruciem załogi parowozu gazami spalinowymi ze skrzyni ogniowej. Sytuacja taka zachodzi, gdy nie pracuje silnik parowozu (zamknięta jest przepustnica parowozu) i tym samym nie wytwarza się ciąg w dymnicy w oparciu o parę odlotową. Przewód do dmuchawki jest podłączony do kotła i po włączeniu wymusza ciąg kominowy w dymnicy. Dmuchawki używane (załączane) są również podczas czyszczenia paleniska parowozu z popiołów i żużla oraz podczas rozpalania kotła przed osiągnięciem jego parametrów znamionowych.
Dla jej sprawnego działania wystarcza ciśnienie w kotle w wysokości ok. 3 atmosfer. 
Dmuchawka w parowozie była załączana podczas postoju zgodnie z odpowiednimi przepisami (na stacjach pasażerskich w ostateczności) i podczas dojazdu pociągu parowego do stacji (z wybiegu). Jej uruchamianie należało do zadań pomocnika mechanika. 